# 黒田博樹
黒田 博樹（くろだ ひろき、1975年2月10日 - ）は、大阪府大阪市住之江区出身の元プロ野球選手（投手、右投右打）、解説者。
広島東洋カープの球団アドバイザーを務める。

## 概要
投手としてMLB（ロサンゼルス・ドジャース、ニューヨーク・ヤンキース）で3度の地区優勝に貢献。個人ではNPBで合計4個のタイトル（2個）・主要表彰（2個）を獲得している。
元メジャーリーガーで、現役時代にはNPBの広島東洋カープ、MLBのロサンゼルス・ドジャースやニューヨーク・ヤンキースで活躍。日本人投手として初めて、日米通算先発勝利数のみで公式戦200勝を達成。2024年シーズン終了時点で、日米の40球団から勝利を挙げた唯一の日本人投手でもある。また、広島時代に着用した背番号「15」は、現役を引退した2017年から同球団の永久欠番として扱われている。2004年アテネオリンピック野球の銅メダリスト。2024年に野球殿堂入り。
実父の黒田一博もプロ野球選手（外野手、内野手）であった。
引退後は、よしもとクリエイティブ・エージェンシー→吉本興業とマネジメント契約。

## 経歴

### プロ入り前
父は元プロ野球選手の黒田一博。母は砲丸投げでオリンピックを目指した選手で、選手引退後は高校で体育教師をしていた。小学生の時に父が監督を務めたボーイズリーグのチーム・オール住之江に所属。上宮高に進学。高校での1学年先輩には中村豊、薮田安彦、市原圭、久保孝之がおり、同級生にはエースナンバーも付けた西浦克拓や筒井壮らがいる。しかし、高校では黒田自身が「夏の甲子園の予選でも、投げた記憶がない」と回顧するほど登板機会がなく、高校を卒業する。尚、2年秋の近畿大会決勝・天理高戦では序盤で西浦が打ち込まれて降板すると3回から登板して無失点に抑えたが近畿大会準優勝ながら選抜の選考前に学校が辞退を表明したため出場していない。地元の関西圏の大学から推薦枠での誘いがあったものの、父から「大学野球が盛んな関東地方の大学でもう一回勝負してみたらどうだ」と薦められたこともあり、東都の専修大学のセレクションを受験した。当日の投球内容が指導者から高く評価され、その日のうちに指導者から「ウチで投げてくれ」と内々に伝えられたことで合格となり、専修大学へ進学した。
専修大学では1学年上の小林幹英との2本柱で3年生秋、東都大学1部リーグに昇格に貢献、1996年春、同年から大学野球でのスピードガン場内表示が始まった神宮球場において、大学生としては初めてとなる球速150km/hを計測している。1部リーグ通算15試合6勝4敗防御率3.33。2部通算19試合、8勝5敗、防御率3.24。
1996年のNPBドラフト会議前には、森中聖雄（東海大学）の争奪戦で横浜ベイスターズに敗れた中日ドラゴンズが黒田の上位指名を検討している旨が報じられていたが、黒田本人は広島東洋カープを逆指名し、同会議で2位指名を受けて、契約金1億円・出来高払い5000万円・年俸1300万円（金額は推定）という条件で入団。プロ入り時から着用した背番号15は引退後、広島球団史上3人目の永久欠番となった。

### 第一次広島時代
1997年は春季キャンプが終了したのち、二軍でのスタートとなる。広島東洋カープ由宇練習場での練習試合に中継ぎ投手として登板するも、1イニング10失点を喫する。当時の二軍監督である安仁屋宗八は打たれ続けてもイニング終了まで投げさせた。二軍で迎えたシーズン開幕後も、初回に7点を奪われた試合もあったという。4月25日の対読売ジャイアンツ戦（東京ドーム）にて初登板・初先発・初勝利・初完投の快挙を達成。6月3日の対阪神タイガース戦（西京極野球場）では自身初の完封勝利を飾った。その後も同じく新人の澤崎俊和と共に先発ローテーションに入るものの、勝ち星こそ伸びず負けが先行し、23試合に登板して6勝9敗、防御率4.40という成績でシーズンを終えたが、投球回数は規定投球回を上回る135回を記録した。
1998年は6度の先発で僅か1勝でシーズンを終えた。
1999年は4月6日の対阪神戦（広島市民球場）でシーズン初先発登板し、5回1/3を2失点でシーズン初勝利を挙げた。7月14日の対中日戦（ナゴヤドーム）では8回無失点で勝利投手となり、チームの連敗を13で止めた。同月31日の対巨人戦（広島市民球場）では1回にプロ野球タイ記録となる1イニング4被本塁打を含む2回途中まで5被本塁打7失点で敗戦投手となった。9月30日の対阪神戦（広島市民球場）ではシーズン5勝目を完封で飾った。シーズン終了後、シドニーで行われたインターコンチネンタル杯に日本代表として出場し、11月5日の対韓国戦で勝利、同月10日の対台湾戦で完封勝利を収める。同年、カープの先発ローテに名を連ねる。
2000年は4月11日の対中日戦（ナゴヤドーム）で9回2失点でシーズン初勝利を完投で飾った。9月20日の対巨人戦から10月9日の対中日戦（広島市民球場）まで4連続完投勝利を挙げた。オフの12月5日に1500万円増となる推定年俸3500万円で契約を更改した。
2001年はこの年から新たに監督に就任した山本浩二から期待を掛けられると、4月19日の対中日戦（福山市民球場）で7回2失点でシーズン初勝利、6月9日の対ヤクルトスワローズ戦（岩手県営野球場）では自身初の無四球完封勝利を挙げた。この年は自身初のオールスターゲームに出場。シーズン後半戦に入ると、8月22日の対中日戦（広島市民球場）で4回表に井端弘和に許した遊撃手への内野安打のみの1安打完封勝利。9月は11日の対中日戦（ナゴヤドーム）で5試合連続完投、及び自身初の2桁勝利となる1-0完封勝利を含む3勝を挙げ、自身初の月間MVPに選出された。同年は初の2桁勝利となる12勝、またリーグトップとなる13完投を記録し、チームの勝ち頭となる。オフの12月13日に3700万円増となる推定年俸7200万円で契約を更改した。
2002年は3月31日の対横浜ベイスターズ戦（広島市民球場）で6回4失点でシーズン初勝利。5月24日の対巨人戦（広島市民球場）では13奪三振で1-0完封勝利。8月6日の対阪神戦（倉敷マスカットスタジアム）でも1-0完封勝利を記録した。途中先発ローテーションから外れたが、10月4日の対ヤクルト戦（広島市民球場）で2年連続2桁勝利を達成した。オフの12月9日に1800万円増となる推定年俸9000万円で契約を更改した。
2003年は3月28日のヤクルトとの開幕戦（明治神宮野球場）でそれまでのエース・佐々岡真司に代わって初の開幕投手となり、9回1失点で完投勝利となり、シーズンで完投一番乗りとなった。8月17日の対横浜戦（広島市民球場）では完封でプロ通算50勝目を挙げた。9月13日の対横浜戦（広島市民球場）で3年連続2桁勝利を達成し、最終的に13勝を挙げ、自身初となる投球回200イニング以上を果たした。オフの12月15日に3500万円増となる推定年俸1億2500万円で契約を更改した。アテネオリンピック野球アジア予選にも出場。
2004年も2年連続で開幕投手を務める。4月9日の対横浜戦（広島市民球場）では9回2失点完投でシーズン初勝利。6月20日のヤクルト戦（松山坊っちゃんスタジアム）で1-0完封勝利を飾った。アテネオリンピックでは野球日本代表に選出され、中継ぎとして1次リーグで対オランダ戦と対台湾戦で計2勝を挙げ、銅メダル獲得に貢献した。
2005年は4月1日の巨人との開幕戦（東京ドーム）で9回2失点完投でシーズン初勝利を飾った。同月15日の対横浜戦（広島市民球場）では三浦大輔と互いに完封リレーを行い、0-0で引き分けた。5月は4勝を挙げ、自身2度目の月間MVPに選出された。同年はオールスターゲームにファン投票で選出され、4年ぶりの出場を果たした。オールスターゲームでは第2戦（阪神甲子園球場）に先発登板し、2回無失点で球宴で初の勝利投手となった。シーズン後半戦に入ると、8月13日の対中日戦（広島市民球場）で9回1失点で2年ぶりの2桁勝利を無四球完投で飾った。シーズン通しては15勝を挙げ、下柳剛と並んで最多勝のタイトルを獲得。シーズンの終了後にはセ・リーグの投手部門でベストナインとゴールデングラブ賞を初めて受賞。オフの12月22日にタイトル料を含めて推定年俸2億円で契約を更改した。

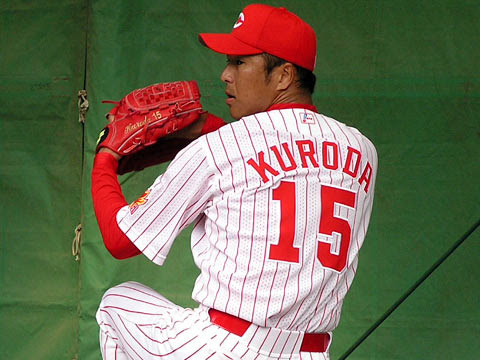
2004年2月18日

ちなみに、球団再編騒動の最中、当時資金面で困窮していた球団から提示された年俸は1億9500万円であったが、チームの顔として2億円の大台到達にこだわる黒田は「僕が500万円出すので（会見で）2億円と言っていいですか」と詰め寄る場面もあったという。
2006年は国別対抗戦WBC（ワールド・ベースボール・クラシック）に選出されるも、2月24日の12球団選抜との練習試合で大村直之（福岡ソフトバンクホークス）からの打球を右手に受け負傷。翌25日に右手人差し指打撲のため、出場辞退を余儀なくされる。シーズンが始まると4月17日の対阪神戦（阪神甲子園球場）で8回1失点でシーズン初勝利、同月27日の対巨人戦（広島市民球場）では無四球完封勝利を飾った。5月31日にFA権を取得。6月まで5勝6敗、防御率2.40、WHIP1.11と安定した投球を続け、オールスターゲーム出場直前の7月2日の中日戦からは負け無しの8連勝を記録。7月は4勝0敗の活躍で月間MVPをチームメイトの栗原健太とともに受賞。更に8月も続けて4勝0敗、防御率1.11の活躍で月間MVPを連続受賞。球団史上初の2か月連続月間MVP受賞となった。この時、「広島カープの歴史に名前を残せて嬉しい」と発言した。しかし、9月には右肘を痛めて長期離脱。10月16日、シーズン最終戦となった中日戦の9回二死という場面で復帰登板、打者1人を抑えプロ初セーブを記録した（この試合で掲げられた横断幕については#人物に詳述）。シーズン成績13勝6敗1セーブ、防御率1.85で最優秀防御率のタイトルを獲得。1点台でのタイトル獲得は1992年の赤堀元之以来、セ・リーグでは1989年の斎藤雅樹以来の快挙となった。また、テンポの良い投球を評価されてスピードアップ賞を受賞。オフには監督のマーティ・ブラウンの奨めで渡米し右肘関節のクリーニング手術（数か月で投球可能となる軽い手術）を行った。FA権取得に伴い、10月15日に球団から「4年10億円+生涯保障、指導者手形」という条件を提示される。そして11月6日に4年12億円（基本年俸2億5000万円+単年最大5000万円の出来高込。当初の条件に出来高を上乗せしている）でFA権を行使せずに残留することを表明。「今後も国内他球団の移籍はない」と明言し、国内なら「生涯広島」を宣言した。なおこの契約は、4年の契約期間内で自由にメジャーリーグ挑戦できるようになっていた。FA権を行使せずに残留を決めたこと、残留会見での「僕が他球団のユニフォームを着て、広島市民球場でカープのファン、カープの選手を相手にボールを投げるのが自分の中で想像がつかなかった」、「僕をここまでの投手に育ててくれたのはカープ。そのチームを相手に僕が目一杯ボールを投げる自信が正直なかった」と発言した。また、この年の選手会のベストエピソード賞に選ばれ、黒田の野球用具を担当するSSKは、社を挙げて黒田をキャンペーンすることを決定した。そして市民に感動を与えたことが評価され、広島市は「広島市民表彰」を黒田に授与すると発表した（球団4人目）。
2007年も3月30日の阪神との開幕戦（京セラドーム大阪）で開幕投手を務め、長谷川良平以来球団2人目の5年連続開幕投手となる。試合は7回1失点（自責点0）でシーズン初勝利となった。またデーゲームは大の得意で、6月3日の東北楽天ゴールデンイーグルス戦では2003年7月6日からのデーゲーム13連勝を記録した。7月14日の対巨人戦（東京ドーム）にて9回2失点完投で通算100勝を達成した（ちなみにプロ初勝利も東京ドームでの巨人戦だった）。オールスターゲームに2度目のファン投票選出で4度目の出場。例年夏場を得意としていたが、この年の8月からはクオリティ・スタートすら守れない試合が続き、8月と9月は2勝3敗、防御率4.58、WHIP1.48を喫した。10月18日にFA権を行使することを明らかにした。MLB球団は以前から黒田に目を付けており、特にテキサス・レンジャーズゼネラル・マネージャーのジョン・ダニエルズが興味を示した発言をしていた。ジョー・アーボンとスティーブ・ヒラードと代理人契約を結び、12月1日に球団本部長の鈴木清明へメジャー挑戦を決断したことを報告。記者会見では「評価されるのもカープのおかげで、また日本に帰ってプレーするならこのチームしかない」とも語った。

### ドジャース時代
2007年12月15日、ロサンゼルス・ドジャースと総額3530万ドルの3年契約を結んだことをAP通信が明らかにした。これにより、カープ初の日本人メジャーリーガー誕生となった。背番号は「18」だったが、会見場では「08」を着けた。これはユニフォームが間に合わなかったためであり、同年にドジャースとマイナー契約したロバート・ブースが先に背番号「08」を着けていた。ドジャースから当初提示された条件は4年契約だったが、「ワクワクする気持ちはほとんど湧いてこなかった。戦地に行くつもりでアメリカに行く。4年間もそんな苦しいことはできない。『苦しい時間』が短い方が自分は頑張れる。3年間できちんとした成績を残せれば、4年目に同等かそれ以上の契約を交わせるはずだ」として契約年数短縮を自ら申し出た。
2008年は4月4日のサンディエゴ・パドレス戦でメジャーデビューし、初勝利を挙げた。5月21日のシンシナティ・レッズ戦では8回を5安打2失点に抑え、9回には斎藤隆が無安打無失点で抑え勝利し、日本人史上初の同試合での先発勝利とセーブ達成を記録。27日のシカゴ・カブス戦では福留孝介とメジャー初対戦する。6月6日のカブス戦では9回4安打無失点11奪三振無四球の快投でメジャー初完封を記録。しかし19日に右肩腱炎で故障者リスト入り。7月2日のヒューストン・アストロズ戦で復帰し、7日のアトランタ・ブレーブス戦では7回終了時点まで完全試合の9回1安打無失点で完封勝利を挙げ、最終的にも走者は8回に出した1人しか許さなかった。新人投手が8回途中まで完全試合を続けるのは、1984年のオーレル・ハーシュハイザー以来初めてで、完全試合を達成していれば、サンディ・コーファックスに次ぐドジャース史上2人目、日本人メジャー初の快挙となっていた。前半戦は17試合の先発で5勝6敗、防御率3.43、WHIP1.20の成績で折り返し、後半戦初戦となった18日のアリゾナ・ダイヤモンドバックス戦に先発するも2回6失点を喫し降板。その後も監督のジョー・トーリから「どちらが本当の彼なのか」と言われるなど好不調の激しい登板を繰り返したが、8月からは11試合の先発で4勝2敗、防御率2.56、WHIP1.03と好投。シーズン通算では防御率とWHIP、クオリティ・スタートでリーグ20傑に入り、FIPではリーグ9位の3.59を記録する。ポストシーズンではカブスとのディビジョンシリーズ第3戦に先発し、6回1/3を6安打無失点の好投で勝利投手となり、リーグチャンピオンシップシリーズに進出。フィラデルフィア・フィリーズとのリーグチャンピオンシップシリーズでは第3戦に先発し、6回0/3を5安打2失点の投球で勝利投手となる。この試合でシェーン・ビクトリーノの頭部付近への投球が騒動となり罰金が科せられた。チームは第5戦で敗退。オフには翌年の第2回WBC日本代表の第一次候補に挙げられたが辞退する。
2009年は野茂英雄、松坂大輔に次いで日本人史上3人目の開幕投手として4月6日のパドレス戦に先発し、5回2/3を4安打1失点の投球で白星を挙げる。しかし直後に左脇腹を痛めて10日に故障者リスト入りする。6月1日のダイヤモンドバックス戦で復帰し、23日のシカゴ・ホワイトソックス戦で復帰後初勝利を挙げる。28日のシアトル・マリナーズ戦ではイチローとメジャー初対戦。7月12日のミルウォーキー・ブルワーズ戦では登板間隔の関係からメジャー初の救援登板したが、1回1/3を投げ2安打3失点を喫した。前半戦はWHIP1.14と安定した投球を続けるも3勝5敗、防御率4.67を喫する。8月16日のダイヤモンドバックス戦ではラスティ・ライアルの打球を頭部に受け故障者リスト入りする。9月6日のパドレス戦で復帰し、最終的に規定投球回には達しなかったが、後半戦は5勝2敗、防御率2.98、WHIP1.13と好投を続け、チームは2年連続の地区優勝を果たす。ポストシーズンでは首痛でセントルイス・カージナルスとのディビジョンシリーズは登録を外れ、フィリーズとのリーグチャンピオンシップシリーズで第3戦に先発するが、1回1/3を6失点で降板。チームは前年に続き第5戦で敗退した。
2010年4月9日のフロリダ・マーリンズ戦で初登板し、8回5安打1失点の好投で3年連続初登板勝利を記録。5月2日のピッツバーグ・パイレーツ戦では岩村明憲とメジャー初対戦し、8回5安打1失点の投球で、メジャー通算20勝となる3勝目を挙げる。前半戦は17試合の先発で7勝7敗、防御率3.87、WHIP1.37の成績で折り返す。7月22日のニューヨーク・メッツ戦では高橋尚成と投げ合い、8回5安打無失点の好投で8勝目を挙げる。その後は好投するも打線の援護に恵まれない試合が続き、8月25日のブルワーズ戦で6試合ぶりの白星を挙げる。30日のフィリーズ戦では8回一死までノーヒットノーランの快投を見せ、メジャー移籍後初の10勝目に到達。後半戦は14試合の先発で防御率2.87、WHIP0.93と好調だったが、「勝ち負けは（自分では）どうすることもできないって、今年はつくづく感じている」と語るほど好投するも打線の援護に恵まれない試合が多く、4勝6敗に留まったが、シーズン通算では11勝、防御率3.39、投球回数196回1/3、奪三振数159と主要カテゴリーでメジャー自己最高の成績を記録した。オフにはドジャースとの契約が終了しFAとなる。ESPNが作成したFA選手ランクリストでデレク・ジーターを上回るベスト30に入り「援護が少なく、勝利数が伸びなかったため過小評価されている」と高評価を受け、複数球団が獲得を目指し去就が注目された。一部報道で古巣広島へ復帰の可能性も報じられ、日本の球団も獲得に動いたが、11月15日に1年1200万ドルでドジャースと再契約。その後記者会見では「ドジャースが必要としてくれるなら第一に考えたかった」と語り、自身のブログでは広島への復帰報道について謝罪し「日本に復帰するならカープしか考えていなかった」と改めて明言した。
2011年のスプリングトレーニングでは東日本大震災の募金活動に参加し、自身も5万ドルを寄付した。4月3日のサンフランシスコ・ジャイアンツ戦で初登板し、7回を6安打3失点の投球で4年連続の初登板勝利を挙げる。9日のパドレス戦では9回二死まで無失点の好投でメジャー通算30勝となる2勝目を挙げる。しかしその後は6月までの9敗中6試合でクオリティ・スタートを記録するなど好投しても打線の援護に恵まれない試合が続き、7月1日のロサンゼルス・エンゼルス戦でメジャー通算100先発を達成し、8試合ぶりの白星を挙げる。前半戦は18試合の登板で6勝10敗、防御率3.06、WHIP1.22と過去最高の成績で折り返し、7月までポストシーズン進出を目指す複数の球団がトレードでの黒田の獲得を目指していることが盛んに報じられたが、トレード期限前の7月30日にトレード拒否権を行使して残留。「プレーオフの魅力はあったし葛藤はあった。昨年契約した時ドジャースでやると決めたし、その原点に戻りました」とコメントする。8月26日のカージナルス戦で2年連続の2桁勝利となる10勝目を挙げ、8月は5勝を挙げる。9月11日のジャイアンツ戦では4回2/3を投げ3失点で、日本人選手ワースト記録となる16敗目を喫する。16日のパイレーツ戦ではメジャー通算40勝目となる自己最多の12勝目を挙げ、27日のダイヤモンドバックス戦でメジャー移籍後初の200イニングにも到達。後半戦も14試合の登板で7勝6敗、防御率3.09、WHIP1.20と安定した投球を続け、前年に引き続き得点援護率がリーグワースト2位を記録するなど打線の援護に恵まれず、シーズン通算では16敗を喫したものの13勝とリーグ9位の防御率3.07、161奪三振と主要3部門で2年連続キャリアハイを更新した。

### ヤンキース時代

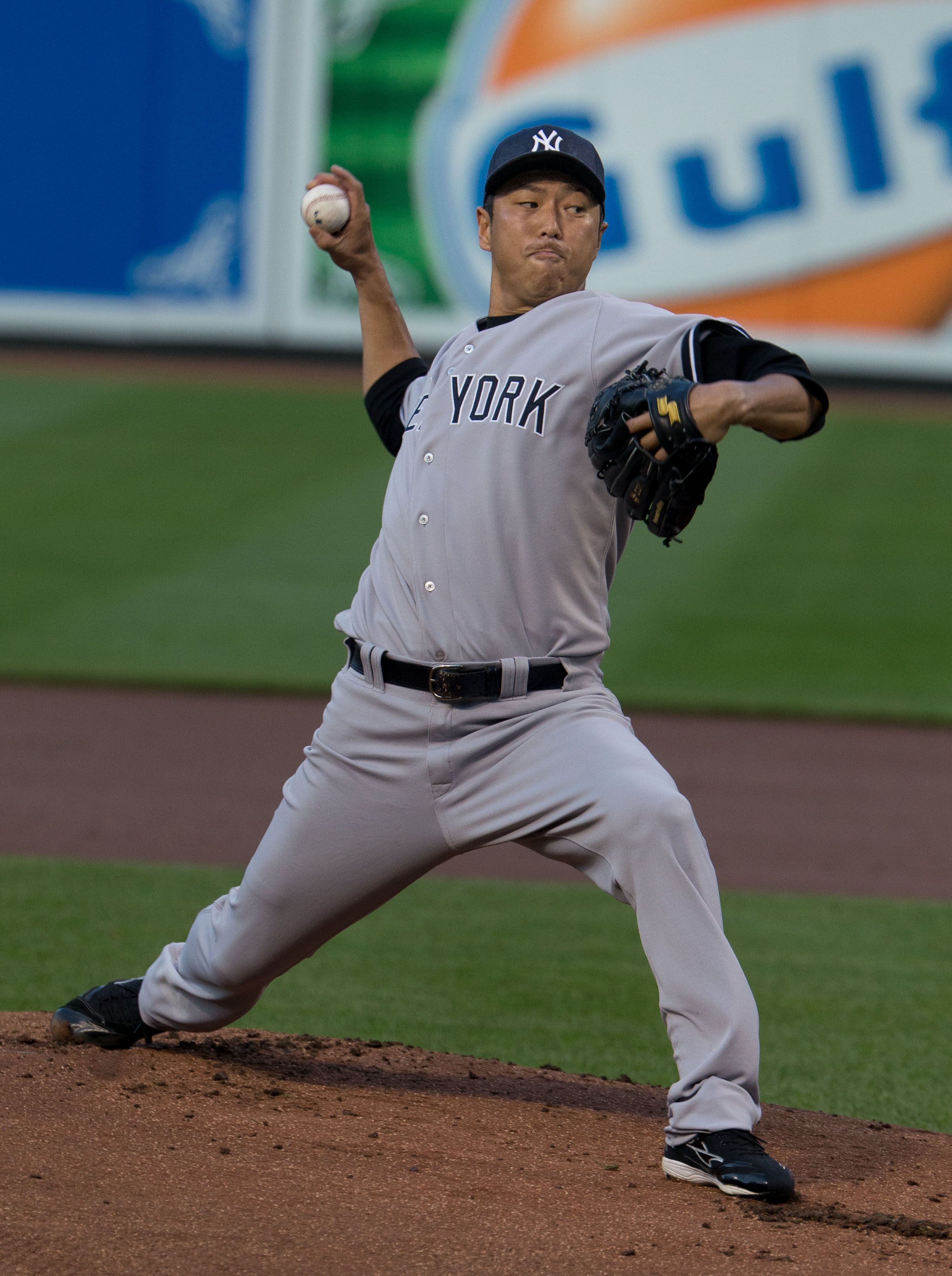
ヤンキース時代（2013年5月22日、カムデン・ヤーズにて

2012年1月26日にニューヨーク・ヤンキースと1500万ドルの1年契約を結んだ。背番号はドジャース時代と同じ「18」。4月13日のエンゼルス戦で移籍後初勝利を挙げる。24日のテキサス・レンジャーズ戦ではダルビッシュ有と投げ合い、6回2/3を5安打2失点に抑えるも3敗目を喫した。6月13日のブレーブス戦ではNPB/MLB通算150勝を達成。17試合の登板で8勝7敗、防御率3.50、WHIP1.26の成績で前半戦を終える。7月18日のトロント・ブルージェイズ戦では、野茂英雄、大家友和に次いで日本人史上3人目となるメジャー通算50勝を達成。試合は7回雨天コールドのため、記録上完封勝利となった。23日のシアトル・マリナーズ戦では、この日トレードでヤンキースに移籍したイチローと共に先発出場し、7回を3安打1失点9奪三振の好投で野茂英雄以来日本人選手史上2人目となる3年連続の10勝目を挙げる。8月14日のレンジャーズ戦では、日本人選手単独2位のメジャー通算52勝目となるシーズン2度目の完封勝利を挙げ、監督のジョー・ジラルディに「同年の投手陣の中で最高の投球内容だった」と絶賛された。9月16日のタンパベイ・レイズ戦ではメジャー移籍後自己最多の14勝目を挙げ、2年連続の200投球回にも到達した。レギュラーシーズン最終戦となった10月4日のボストン・レッドソックス戦では松坂大輔と投げ合い、7回7安打2失点の投球でプロ入り後キャリアハイとなる16勝目を挙げ、チームも地区優勝を決めた。また、防御率3.32はヤンキース先発陣のトップ。投球回219回2/3はリーグ4位。勝率.593はメジャー自己ベストであった。ポストシーズンではボルチモア・オリオールズとのディビジョンシリーズ第3戦に先発し、ポストシーズンでの日本人選手最長となる8回1/3を5安打2失点の投球でチームの勝利に貢献。デトロイト・タイガースとのリーグチャンピオンシップシリーズでは中3日で先発登板し、5回まで走者を出さず、7回2/3を5安打3失点、ポストシーズンでの日本人選手最多となる11奪三振の好投を見せるも黒星を喫し、チームは第4戦で敗退した。11月20日に1500万ドルの1年契約で再契約した。
2013年6月7日のシアトル・マリナーズ戦でNPB・MLB通算2000奪三振を達成。19日のロサンゼルス・ドジャース戦では、6回2/3を8安打2失点の投球で7勝目を挙げ、ナショナル・リーグ全球団からの勝利を達成した。前半戦を19試合の先発で8勝6敗、リーグ2位の防御率2.65、WHIP1.05の成績で折り返し、オールスターゲーム代替出場選手の最終候補にも名前が挙がったが、選出は逃した。7月25日のレンジャーズ戦で7回6安打無失点の好投で10勝目を挙げ、日本人選手最多記録となる4年連続2桁勝利を達成。8月11日のエンゼルス戦で11勝目を挙げ、17日のレッドソックス戦ではメジャー移籍後自己ワーストの11被安打で8敗目を喫するも防御率リーグトップとなる。しかしその後は制球を乱し後半戦は13試合の先発で防御率4.25、WHIP1.32の成績を喫し、さらに勝利投手の権利を有して降板した際も3度のセーブ失敗に遭うなどもあり、後半戦の勝敗は3勝7敗に終わり、チームもポストシーズン進出を逃した。10月31日にFAとなり、12月7日に年俸1600万ドル＋出来高の1年契約で再契約。
2014年4月25日のエンゼルス戦で自己ワーストの8失点を記録するなど5月までは防御率4.56、WHIP1.32を喫する。7月初旬にはCC・サバシアや田中将大の故障者リスト入りにより、開幕から先発ローテーションを守る唯一の投手となり、前半戦は19試合の先発で6勝6敗、防御率4.10、WHIP1.21の成績で折り返す。7月25日のブルージェイズ戦で日本人史上2人目のメジャー通算200先発に到達。30日のレンジャーズ戦では黒田と入れ替わりで広島に所属していたコルビー・ルイスと投げ合うが黒星を喫し、QS達成での敗戦数が現役選手最多の30敗となった。8月25日には広島市の土砂災害の被災者への義援金を送ったことを発表。28日のデトロイト・タイガース戦で日本人選手では野茂英雄以来の5年連続規定投球回に到達。9月3日のレッドソックス戦では前年の自らの記録を更新する5年連続2桁勝利に到達。14日のオリオールズ戦ではNPB/MLB通算3000投球回に到達。シーズン最終登板となった25日のオリオールズ戦では、完投すれば自身3年連続200投球回達成という状況の中、8回2失点と好投するが、9回にデビッド・ロバートソンが同点打を許し勝ち星を逃す。この試合ではシーズンを通しての黒田の好投と貢献度を見てきた監督のジョー・ジラルディから、9回もいったんマウンドに上がりファンに見送られながら降板することも提案されていたが、デレク・ジーターの現役最後のホームゲームだったことから「今日は僕の日じゃないので」と断ったという。チームは2年連続でポストシーズン出場を逃したが、後半戦は13試合の先発で5勝3敗、防御率3.16、WHIP1.03の成績を残し、チームの先発投手で唯一開幕から先発ローテーションを守った。日本人初のMLB全30球団勝利は持ち越した（デトロイト・タイガース以外の29球団に勝利）。シーズン終了後FAとなった。11勝は田中の13勝に次ぐチーム2位、奪三振数はチームトップの146だったが、ヤンキースはFA選手に対して1年契約を提示するクオリファイング・オファーを申請せず、その後古巣のドジャースがオファーを提示したことが報じられ、この他にパドレスも1800万ドルのオファーを提示したことが報じられた。

### 第二次広島時代

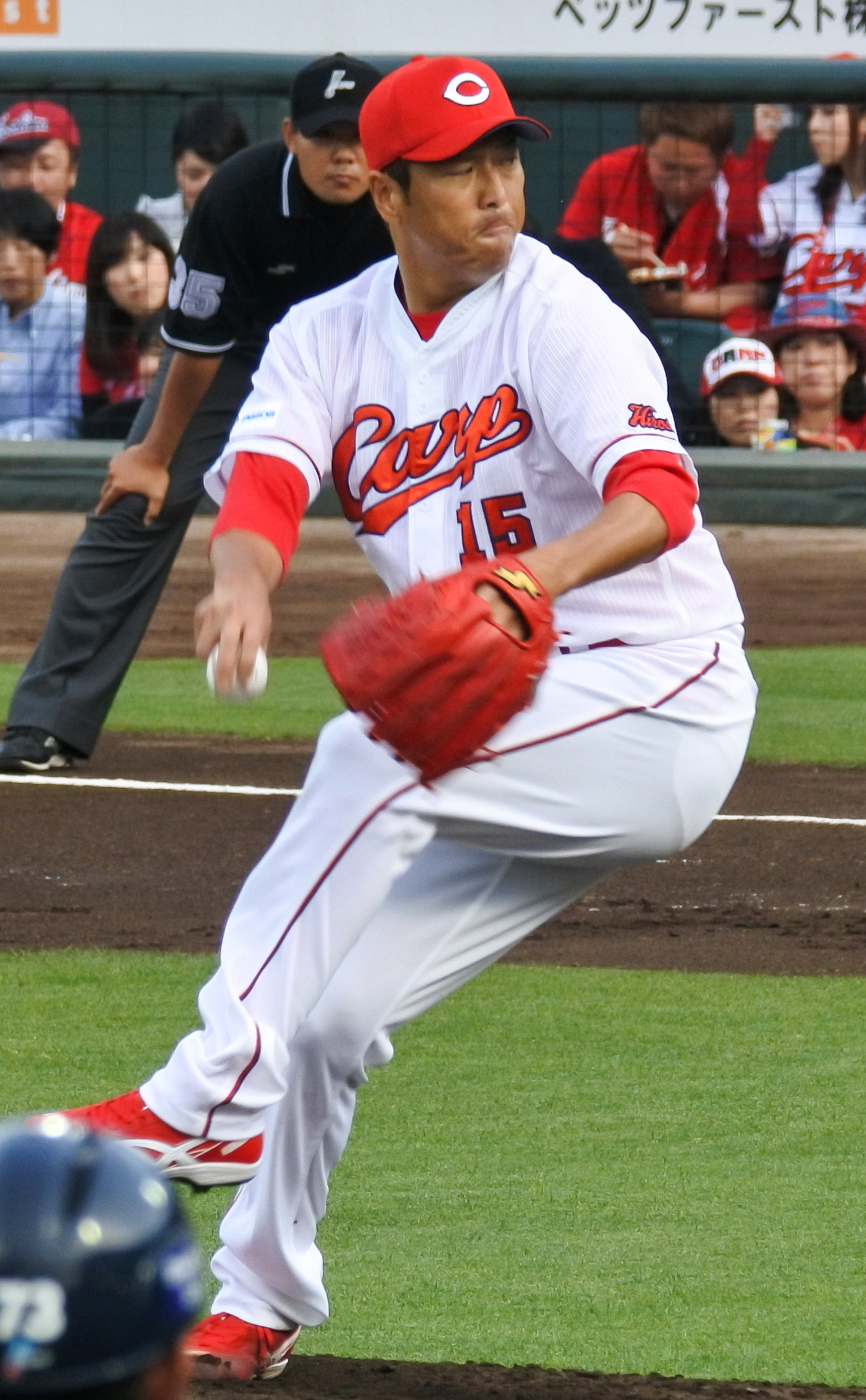
2015年5月22日、マツダスタジアムにて

2014年12月27日に古巣の広島と契約したことが球団から発表された。1年契約で年俸は推定4億円（プラス出来高）、背番号は2007年まで着けていた「15」に決定した。上記の海外での高額オファーを断って日本国内の古巣・広島カープに復帰するというニュースは、日本球界関係者のみならず大リーグ関係者にも大きな反響があった。

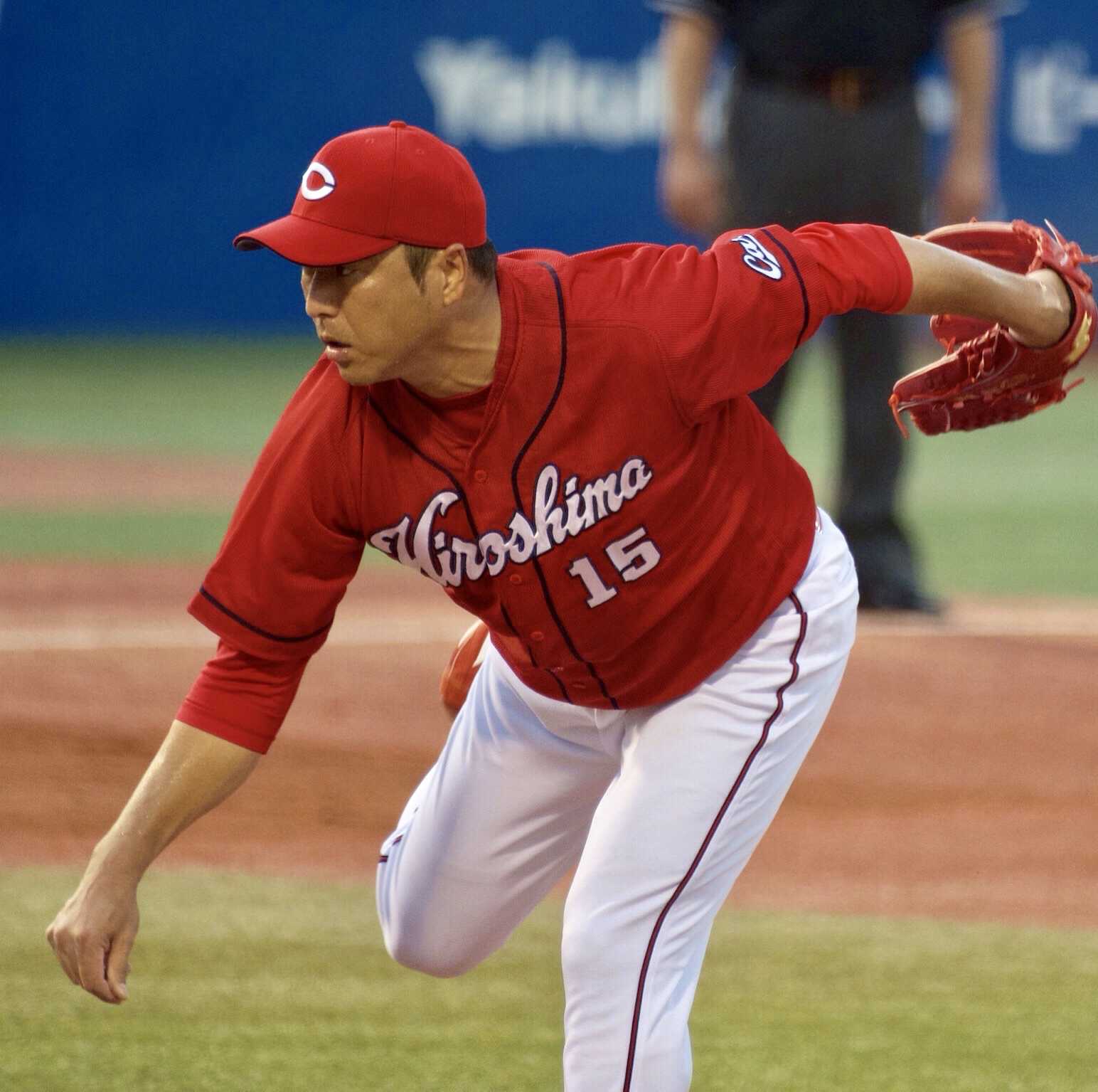
2016年9月3日、明治神宮野球場にて

2015年は球団から調整法を任せられていたため、春季キャンプは2月17日からの沖縄二次キャンプから合流した。合流前日（2月16日）に広島市内で行われた復帰記者会見では、「年齢的な部分を考えても残りの野球人生は長くないと思っていますし、いつ最後の登板になっても良いという気持ちでやっています。1球1球にどれだけの気持ちを込めて投げられるかと考えた時に、カープのユニフォームを着て投げて最後の1球になった方が、後悔が無いと思い復帰を決断しました」と語った。3月29日のヤクルト戦（マツダスタジアム）で復帰後公式戦初登板し、7回5安打無失点で復帰後初勝利を挙げた。また、この試合の4回に復帰後初ヒット（記録は二塁打）を放った。5月3日、右腓骨筋腱周囲炎により出場登録を抹消される。40歳のシーズンとなったが、最終的に11勝8敗、リーグ7位の防御率2.55の成績を残した。同年9月10日、第1回WBSCプレミア12の日本代表候補選手に選出されたが、10月8日にコンディションが万全ではないことを理由に代表メンバーを辞退することを発表した。翌年の去就が注目されていたが12月8日に現役続行の意思を固め、12月17日にはマツダスタジアム内の球団事務所で契約更改に臨み、推定約6億円プラス出来高で契約更改した。この金額はオリックス・バファローズの金子千尋を上回り、日本球界最高年俸となる。日本選手の歴代最高は2004年、2005年の佐々木主浩（横浜）の6億5000万円で、6億円は2002年の松井秀喜（巨人）の6億1000万円に次いで、2014年の阿部慎之助（巨人）とともに歴代3番目となる。なお、広島の選手が球界最高年俸となるのは1985年の山本浩二（当時8500万円）以来である。
2016年4月2日の巨人戦（マツダスタジアム）で120球を投げて4安打完封勝利を記録した。40代での完封勝利は史上8人目、41歳以上では4人目の快挙であった。7月23日の阪神戦（マツダスタジアム）では7回を投げ5安打無失点で、NPB/MLB通算200勝（NPB:121勝、MLB:79勝）を達成した。NPB・MLB通算200勝は野茂英雄に次いで2人目で、大卒での200勝達成は村山実以来46年ぶり。そして、広島生え抜きの200勝達成は1992年の北別府学以来2人目となる。6月29日のヤクルト戦（マツダスタジアム）で勝利した後の記事で、NPB/MLB通算199勝の内198勝が先発勝利（先発登板時の勝利）であることが紹介された。そのため、8月20日のヤクルト戦（マツダスタジアム）での先発勝利が野茂英雄と並ぶNPB/MLB通算201勝目であると同時に、史上初めて先発勝利のみでNPB/MLB通算200勝を達成。また、大卒投手としてもNPB通算、NPB/MLB通算問わず史上初めて先発勝利のみでの200勝を達成した。8月30日には、新井貴浩、リオオリンピック金メダリスト金藤理絵とともに広島県民栄誉賞の受賞が決定。9月10日の巨人戦（東京ドーム）でNPB/MLB通算202勝目を挙げたことで野茂英雄のNPB/MLB通算201勝を抜き、NPB/MLB通算イニング数に続きNPB/MLB通算勝星数においても歴代でトップとなる。広島が優勝マジックを1として迎えた9月10日、東京ドームでの2位巨人との直接対決に先発し、6回6安打3失点で9勝目を挙げた。この試合に勝利した広島は25年ぶり7度目のリーグ優勝を決め、黒田は緒方孝市監督、新井貴浩とともに胴上げされた。10月1日のヤクルト戦（マツダスタジアム）での勝利で、ドジャース所属時の2010年から続けて7年連続2桁勝利を達成。NPBでは40代での2年連続2桁勝利という史上3人目の快挙を達成した。2リーグ制以降では工藤公康以来2人目、右腕投手としては初の快挙である。

### 引退表明

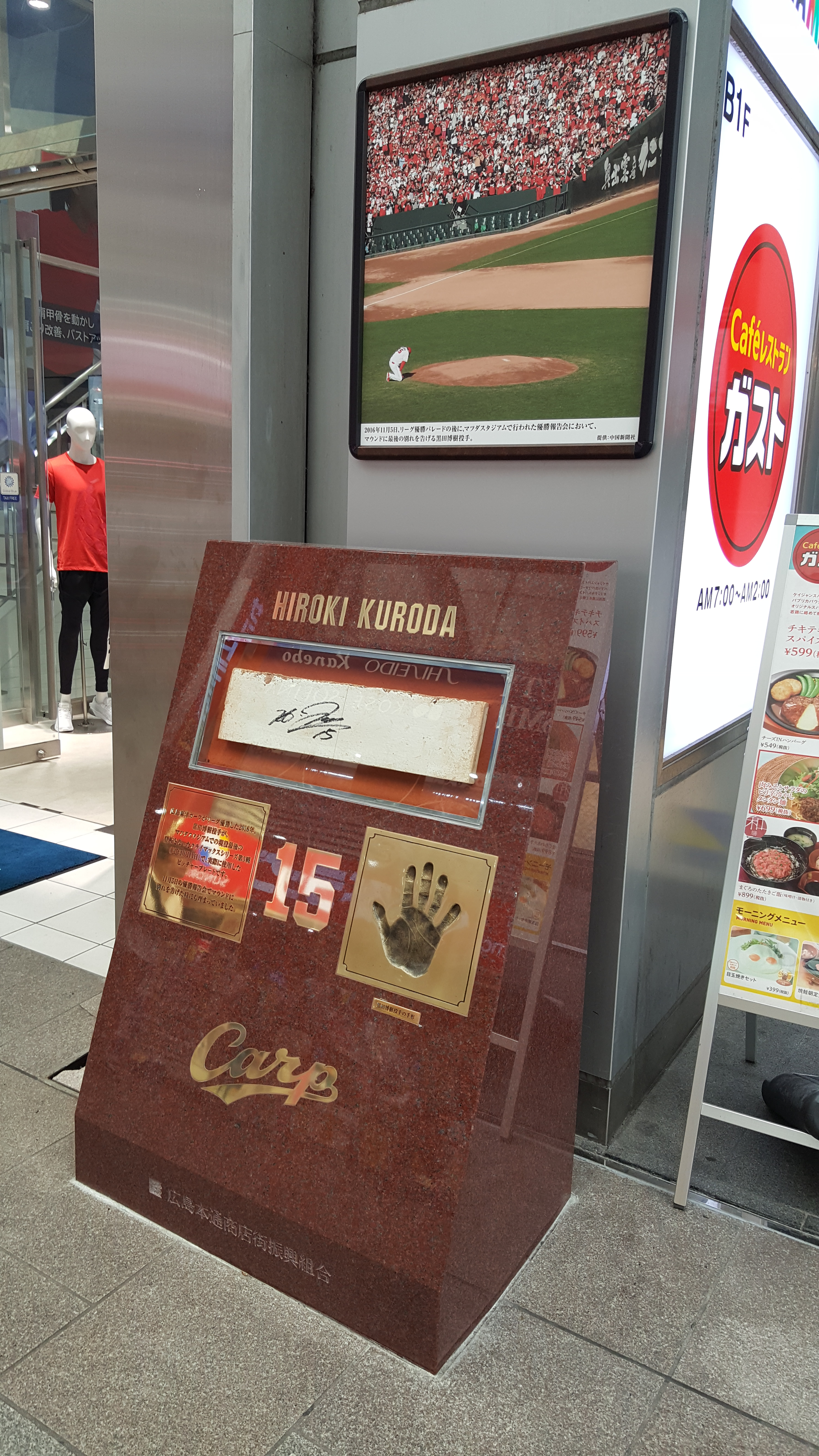
引退後、広島本通商店街・本通ヒルズ前に建てられた黒田の石碑

2016年10月18日に今シーズンで現役を引退することを表明。広島市内のホテルで記者会見を行った。当日、日本シリーズへの練習をする前に、マツダスタジアムの右翼付近に集まった選手に対し引退の旨を表明した。引退表明までの成績は日米通算203勝184敗1セーブ。2016年10月25日の日本シリーズ第3戦（札幌ドーム）が最終登板となり、5回2/3を投げ85球4被安打1奪三振1失点。最後の打者は大谷翔平だった。オフの11月4日には引退記者会見が開かれ、球団は背番号「15」を永久欠番にすると発表した。翌5日の優勝パレード・優勝報告会がユニフォーム姿での最後の場となり、報告会での引退セレモニー後に改めてナインから背番号と同じ15回胴上げされ、最後はマウンド手前で涙を流し蹲った。12月2日、自由契約公示された。

### 現役引退後
2017年からはアメリカ在住の為、日本帰国時に野球解説者として活動。日本テレビ・広島テレビ・TBSテレビ・J SPORTSゲスト解説者として出演。
2022年11月18日、広島新井貴浩新監督の要請を受け、広島東洋カープ球団アドバイザーに就任することが発表された。非常勤で主に若手の指導サポートの役割を担う。
2024年1月18日、野球殿堂入り。その際、黒田を讃える新聞広告が掲載された（後述「人物」項目参照）。

## 選手としての特徴
| 球種         | 配分 % | 平均球速 mph (km/h) | 水平運動 in | 鉛直運動 in |
| ------------ | ------ | ------------------- | ----------- | ----------- |
| シンカー     | 37.3   | 92.1 (148.2)        | -8.4        | 5.6         |
| スライダー   | 20.8   | 83.6 (134.5)        | 1.4         | 3.0         |
| スプリット   | 28.2   | 87 (140)            | -4.8        | 1.4         |
| フォーシーム | 8.9    | 91.9 (147.8)        | -4.0        | 9.4         |
| カーブ       | 4.1    | 77.2 (124.2)        | 4.6         | -2.6        |
| カットボール | 0.7    | 90 (144.8)          | -1.6        | 7.2         |

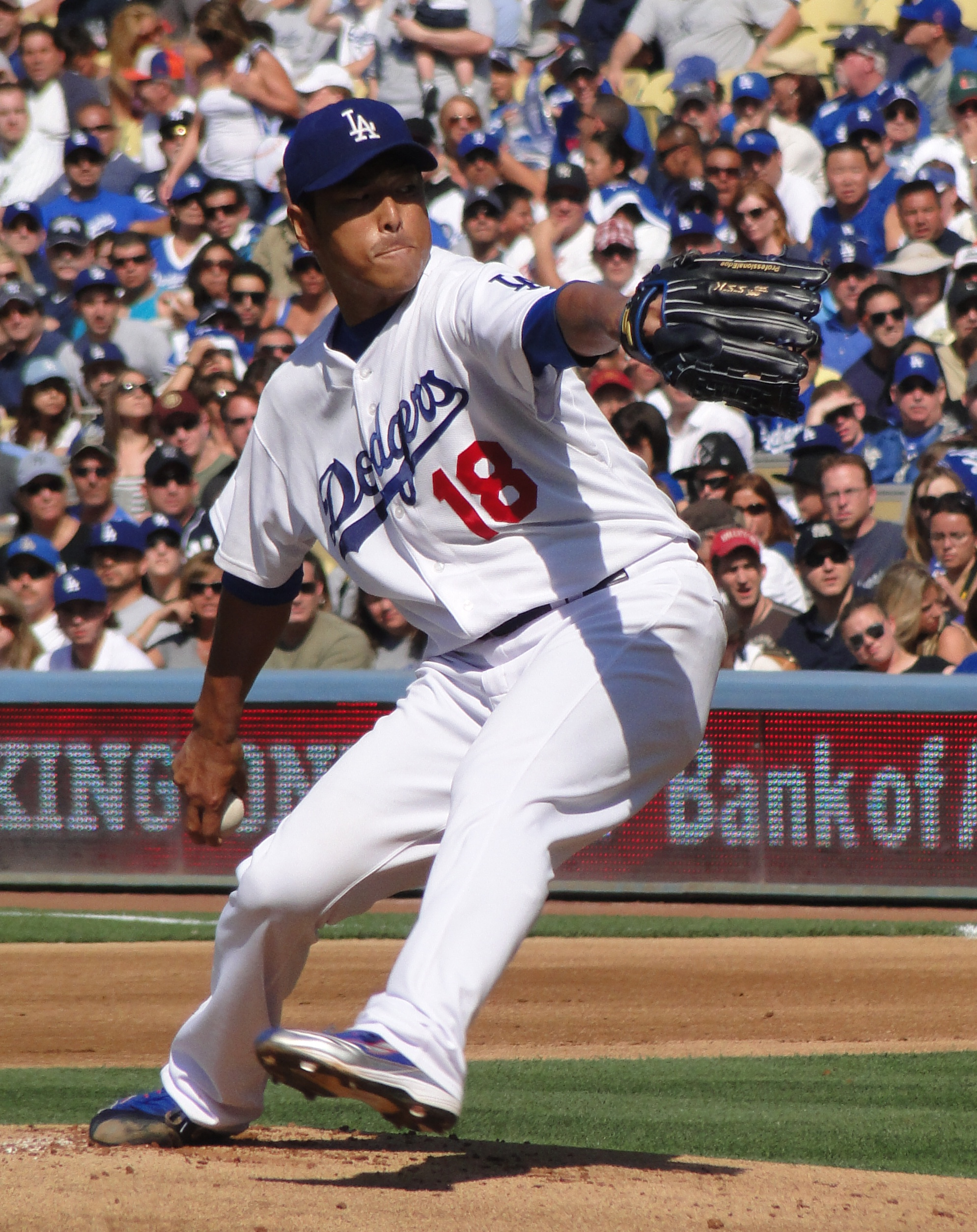
黒田の投球フォーム（2010年）

スリークォーターからメジャー時代の平均球速91.9mph（約147.9km/h）の速球（シンカー、フォーシーム）と平均球速86.7mph（約139.5km/h）のフォーク（スプリッター）、平均球速83.8mph（約134.9km/h）のスライダーを投げ分ける本格派右腕で、稀にカーブやカットボールも織り交ぜる。中でもスライダーとフォークはメジャーでも高い評価を獲得し、特にフォークはメジャー時代にはダン・ヘイレンのスプリッターと共に「現役最高のスプリッター」と評された。速球の最速はメジャー移籍前の広島在籍時に計測した157km/h。広島復帰後はカットボールの投球割合を増やしていた。
メジャー移籍前後で投球スタイルを変えており、メジャー移籍前はフォーシームを主体としていたが、ドジャースに移籍する数年前から「ツーシーム系を内に、スライダー系を外に、フォークで高低をつける。打者が狙っている球を投げ、打たせて取ることが理想」という理想図を描き、移籍後はフォーシームをほとんど投げずツーシーム系主体の投球となった。そのため広島時代に投げていた最速150km/hを越えることもあるシュートを、右打者の膝元に沈ませる速球・シンカー（握りはツーシーム）に進化させたという。
広島時代（メジャー移籍前）には完投数リーグ1位の年が6度もあるタフさから「ミスター完投」の異名を持った一方で、完封数は年に1回程度。11年間で74完投を記録したが、完封に関しては14回に留まった。黒田自身も完投にこだわりを持っていたが、メジャーでプレーするようになってからは「いくら1試合を完封しても、次の登板でノックアウトを喫してしまってはチームにとって意味がない。それよりも7回、7回を連続してきっちり投げた方がチームへの貢献度が高くなる。この場所で完投にこだわることは自己満足に過ぎない」と思うようになったという。
OBからの評価も高く、江川卓は自著で「調子がいい時の彼のストレートは、ど真ん中に放っても打たれない」、2006年7月2日の中日ドラゴンズ戦（ナゴヤドーム）で完封勝利を収めた際には、中日監督の落合博満から「今日（3安打完封）の黒田は俺が現役の時でも打てない。だからうちの選手が打てる訳がない」と絶賛された。
フィールディングの評価も高く、2008年には35のアシストを記録した。1999年の甲子園での阪神戦では満塁で決勝のセーフティバントを成功させたことがある一方、打撃は苦手で連続無安打の記録を作ったこともあり、2010年に開幕から39打席無安打を続けた際には地元紙から「いくらピッチャーでもひどい」と書かれたことがある。
上記のように高い評価を得る一方で、好投した試合での打線の援護に恵まれないことで有名であり、先述した通りドジャース時代には毎年のように好投しながらも援護に恵まれず、監督のジョー・トーリからも同情されていた他、ESPNからも「援護が少なく、勝利数が伸びなかったため過小評価されている」と指摘され、2006年の広島時代には最優秀防御率でありながら援護率で最下位を記録している。ヤンキース時代も他のローテーションピッチャーと比べて好投した試合での援護が著しく少なく、メディアから「黒田は弁護士を雇ってチームメイトを無援護で訴えるべきだ」と書かれたこともあった。

## 人物
- 愛称は「クロ」[228][229]、「ヒロ」[230]。
- 両親をガンで喪ったため、ガンの研究や啓発を行う活動に多額の寄付をしており、ロサンゼルスのメディアに紹介されたこともある。父の一博が肺ガンになった際は入院先の広島に足しげく通い、メジャー挑戦を一年先延ばしにしたのは、父の闘病を支えたい気持ちが強かったというのも理由の一つだった[215][231]。

- 上宮高校時代の3年間は控え投手だった。特に高校3年生の夏は、西浦克拓（元日本ハム）、溝下進崇に続く三番手投手と目されていた[232]。

- 広島時代の2006年のシーズン終盤、FA移籍の情報が各スポーツ紙を賑わせている真っ只中、ファンが動き、完成させたのが広島市民球場外野席に突如現れた巨大横断幕である。それには多くのファンからのメッセージ、そして大きな文字で「我々は共に闘って来た 今までもこれからも… 未来へ輝くその日まで 君が涙を流すなら 君の涙になってやる Carpのエース 黒田博樹」と記されていた。更にシーズン最終登板試合には満員のファンが黒田の背番号15の赤いプラカードを掲げ球場を赤色に染め上げ、後に「あのファンの気持ちは大きかった」と述べた。この一連のエピソードは翌年7月に『誰がために〜黒田博樹物語〜』（漫画：吉原基貴、原案協力・取材：戸塚啓）として漫画化され、ヤングアニマル（白泉社）に掲載された。

- クレイトン・カーショウとはドジャース時代にお互いMLBではルーキーながらメジャーに定着　(カーショウはメジャーのスプリングトレーニング→AAジャクソンビルで開幕→5月末にメジャーに昇格) したことからほぼ毎日キャッチボールをしていたため仲が良い[233]。

カーショウとは10歳以上の年齢差があり、国籍や考え方、生活習慣も違ったが、お互いに尊重し合いながら成長していったという。投球についてたびたび話し合うだけでなく、プライベートでも頻繁に食事を共にしたり、プレゼントを贈り合ったりもしていた。2011年にトレードでの移籍に心が傾いた際にもカーショウにだけ心境を明かした他、この年ドジャースで最後の登板となった試合前にカーショウとキャッチボールをした際には、この年233イニングを投げたカーショウは、既にシーズン最後の登板を終えてキャッチボールを禁じられていたためコーチたちに止められたが、「いいんだ、ヒロが先発するんだから、僕がキャッチボールの相手をするのは当然だろう」としてキャッチボールを続けたという。
カーショウはこの年最後のミーティングでも「ヒロに話しておきたい。ドジャースに来年も残ってほしいんだ」と話し、ミーティングが終わってロッカールームに戻った黒田は感極まって泣いてしまったという。この年のオフにFAとなり移籍先の球団を選ぶ際には、「カーショウと投手同士としては対戦したくないな」という思いからナショナル・リーグの球団への移籍は避けたという。
2013年7月31日のドジャース戦でカーショウとの対戦が実現した際には、試合はヤンキースが勝利したが、黒田が7回5安打無失点、カーショウが8回5安打無失点とそれぞれ好投し互いに勝敗はつかなかった。試合後、黒田は「カーショウなら仕方がないと思ってましたし、こういう展開だとなかなか勝つチャンスがないと思っていたんで、僕はもう常に0点に抑え続けるしかないかなと思ってました」と語り、カーショウも「彼はアメリカン・リーグで最も良い投手のひとりだから負けるのは仕方がない」とそれぞれ語った。
- 引退報告にカーショウを訪ねた際にも先発登板の翌日だったカーショウにキャッチボールに誘われ、5年間使ったグラブにメッセージを添えた物を贈られた[230]。

- NPBとはやり方の違うMLBのトレーニングについて「アメリカに来たのでアメリカの野球を受け入れないと、自分のことも受け入れてもらえないと思った。こっちに来た以上はこっちのやり方も自分でトライしてみないと。そういう姿勢というのは、みんなに伝わると思う。アメリカの野球をしに来たので、調整法であれ、トレーニングであれ、一度受け入れることは大事」として積極的に取り入れ、「結果も毎年良くなっているので、アメリカのやり方を信じてトライしたのも僕にとっては良かった」と語っており[242]、また、日本でプレーしていた頃は「練習や試合だけの日もあれば、ゆっくりする日もあるんだろうな」とメジャーについてのイメージを漠然と描いていたが、毎日のようにユニフォームを着て球場に行かなければならない実状を経験して、練習時間が長いと言われる日本のほうがむしろ「しんどくない」と思ったという[243]。そのため「日本と同じような調整では絶対に身体がもたない」と思い、調整法を変えていくことに至ったという[243]。

- 高校時代、西郷隆盛が甥の市来政直に贈った漢詩の一節『雪に耐えて梅花麗し』に感銘を受け、以来それを座右の銘としている。ヤンキース時代の2012年のスプリング・キャンプのミーティングで各選手が日替わりで自分の好きな言葉を披露した際に、黒田はこの言葉を紹介している。この言葉には主将のデレク・ジーターや監督のジョー・ジラルディも共鳴したという[244]。

- 高校生くらいの頃からB'zの曲をよく聞いており、2015年度の登場曲に使用された「RED」は、黒田から直々に登場曲制作の依頼に応えた書き下ろした楽曲である（B'zがジャンルを問わず一個人のために楽曲を提供するのは今回が初となる）[245]。

- 日本人投手で史上初めてNPB/MLBの先発勝利数のみで200勝(野茂英雄の先発勝利数は199勝)かつ大卒プロ史上初めて先発勝利数（先発投手勝利数）で200勝に達した投手である。(これまで大卒200勝投手は4人いたが、いずれも先発投手勝利と救援投手勝利の合算で200勝している。大卒200勝投手の先発勝利数は、村山実が188勝、藤本英雄が184勝、若林忠志が179勝、杉下茂が133勝となっている。ちなみに高卒社会人プロの野茂英雄は先述のとおりNPB/MLB通算先発勝利数は199勝であり、救援投手勝利の2勝との合算で201勝となっている。)[246]

- 2015年9月には国際連合訓練調査研究所（英語版）(UNITAR)の親善大使に任命されている[247]。
- 広島時代の2年後輩であり、自身の広島復帰と同じく2014年オフに広島に復帰した新井貴浩とは「盟友」とも呼べる間柄であり[248]、新井が現役を引退した直後の2018年11月5日には中国新聞朝刊に新井の引退を労う全面広告（表裏2面）を私費で掲載した。事前の予告等は全くなく、新井本人にも知らせなかったという[249]。広島の地元紙の広告ながら、東京でも同紙を求める人が続出し、全国的に話題となり、翌年には日本新聞協会による第39回新聞広告賞の大賞に選出された[250][251]。大賞を個人が獲得するのは初めて[252]。また、2024年に黒田が野球殿堂入りを果たした際は、表彰式当日の7月23日朝刊に新井からの野球殿堂入りを祝う全面広告が掲載された[253]。

## 詳細情報

### 年度別投手成績
| 年 度     | 球 団     | 登 板 | 先 発 | 完 投 | 完 封 | 無 四 球 | 勝 利 | 敗 戦 | セ 丨 ブ | ホ 丨 ル ド | 勝 率 | 打 者 | 投 球 回 | 被 安 打 | 被 本 塁 打 | 与 四 球 | 敬 遠 | 与 死 球 | 奪 三 振 | 暴 投 | ボ 丨 ク | 失 点 | 自 責 点 | 防 御 率 | W H I P |
| --------- | --------- | ----- | ----- | ----- | ----- | -------- | ----- | ----- | -------- | ----------- | ----- | ----- | -------- | -------- | ----------- | -------- | ----- | -------- | -------- | ----- | -------- | ----- | -------- | -------- | ------- |
| 1997      | 広島      | 23    | 23    | 4     | 1     | 0        | 6     | 9     | 0        | --          | .400  | 601   | 135.0    | 147      | 17          | 63       | 0     | 4        | 64       | 8     | 1        | 72    | 66       | 4.40     | 1.56    |
| 1998      | 広島      | 18    | 6     | 0     | 0     | 0        | 1     | 4     | 0        | --          | .200  | 199   | 45.0     | 53       | 5           | 24       | 0     | 1        | 25       | 1     | 0        | 34    | 33       | 6.60     | 1.71    |
| 1999      | 広島      | 21    | 16    | 2     | 1     | 0        | 5     | 8     | 0        | --          | .385  | 406   | 87.2     | 106      | 20          | 39       | 1     | 3        | 55       | 4     | 0        | 70    | 66       | 6.78     | 1.65    |
| 2000      | 広島      | 29    | 21    | 7     | 1     | 0        | 9     | 6     | 0        | --          | .600  | 623   | 144.0    | 147      | 21          | 61       | 2     | 1        | 116      | 3     | 0        | 73    | 69       | 4.31     | 1.44    |
| 2001      | 広島      | 27    | 27    | 13    | 3     | 3        | 12    | 8     | 0        | --          | .600  | 786   | 190.0    | 175      | 19          | 45       | 1     | 8        | 146      | 7     | 0        | 72    | 64       | 3.03     | 1.16    |
| 2002      | 広島      | 23    | 23    | 8     | 2     | 1        | 10    | 10    | 0        | --          | .500  | 671   | 164.1    | 166      | 16          | 34       | 3     | 1        | 144      | 1     | 0        | 69    | 67       | 3.67     | 1.22    |
| 2003      | 広島      | 28    | 28    | 8     | 1     | 4        | 13    | 9     | 0        | --          | .591  | 827   | 205.2    | 197      | 18          | 45       | 2     | 3        | 137      | 5     | 1        | 77    | 71       | 3.11     | 1.18    |
| 2004      | 広島      | 21    | 21    | 7     | 1     | 1        | 7     | 9     | 0        | --          | .438  | 639   | 147.0    | 187      | 17          | 29       | 1     | 2        | 138      | 1     | 0        | 81    | 76       | 4.65     | 1.47    |
| 2005      | 広島      | 29    | 28    | 11    | 1     | 3        | 15    | 12    | 0        | 0           | .556  | 852   | 212.2    | 183      | 17          | 42       | 2     | 7        | 165      | 7     | 0        | 76    | 75       | 3.17     | 1.06    |
| 2006      | 広島      | 26    | 25    | 7     | 2     | 3        | 13    | 6     | 1        | 0           | .684  | 744   | 189.1    | 169      | 12          | 21       | 4     | 7        | 144      | 5     | 0        | 49    | 39       | 1.85     | 1.00    |
| 2007      | 広島      | 26    | 26    | 7     | 1     | 2        | 12    | 8     | 0        | 0           | .600  | 738   | 179.2    | 176      | 20          | 42       | 3     | 5        | 123      | 1     | 0        | 78    | 71       | 3.56     | 1.21    |
| 2008      | LAD       | 31    | 31    | 2     | 2     | 2        | 9     | 10    | 0        | 0           | .474  | 776   | 183.1    | 181      | 13          | 42       | 8     | 7        | 116      | 5     | 0        | 85    | 76       | 3.73     | 1.22    |
| 2009      | LAD       | 21    | 20    | 0     | 0     | 0        | 8     | 7     | 0        | 0           | .533  | 485   | 117.1    | 110      | 12          | 24       | 1     | 1        | 87       | 5     | 0        | 59    | 49       | 3.76     | 1.14    |
| 2010      | LAD       | 31    | 31    | 0     | 0     | 0        | 11    | 13    | 0        | 0           | .458  | 810   | 196.1    | 180      | 15          | 48       | 13    | 5        | 159      | 12    | 0        | 87    | 74       | 3.39     | 1.16    |
| 2011      | LAD       | 32    | 32    | 0     | 0     | 0        | 13    | 16    | 0        | 0           | .448  | 838   | 202.0    | 196      | 24          | 49       | 6     | 5        | 161      | 12    | 1        | 77    | 69       | 3.07     | 1.21    |
| 2012      | NYY       | 33    | 33    | 3     | 2     | 1        | 16    | 11    | 0        | 0           | .593  | 891   | 219.2    | 205      | 25          | 51       | 2     | 8        | 167      | 13    | 0        | 86    | 81       | 3.32     | 1.17    |
| 2013      | NYY       | 32    | 32    | 1     | 1     | 1        | 11    | 13    | 0        | 0           | .458  | 824   | 201.1    | 191      | 20          | 43       | 2     | 5        | 150      | 6     | 0        | 79    | 74       | 3.31     | 1.16    |
| 2014      | NYY       | 32    | 32    | 0     | 0     | 0        | 11    | 9     | 0        | 0           | .550  | 820   | 199.0    | 191      | 20          | 35       | 0     | 7        | 146      | 13    | 0        | 91    | 82       | 3.71     | 1.14    |
| 2015      | 広島      | 26    | 26    | 1     | 0     | 0        | 11    | 8     | 0        | 0           | .579  | 685   | 169.2    | 158      | 8           | 29       | 0     | 7        | 106      | 3     | 0        | 53    | 48       | 2.55     | 1.10    |
| 2016      | 広島      | 24    | 24    | 1     | 1     | 0        | 10    | 8     | 0        | 0           | .556  | 623   | 151.2    | 152      | 14          | 30       | 3     | 3        | 98       | 3     | 0        | 54    | 52       | 3.09     | 1.20    |
| NPB：13年 | NPB：13年 | 321   | 294   | 76    | 15    | 17       | 124   | 105   | 1        | 0           | .541  | 8394  | 2021.2   | 2016     | 204         | 504      | 22    | 52       | 1461     | 49    | 2        | 858   | 797      | 3.55     | 1.25    |
| MLB：7年  | MLB：7年  | 212   | 211   | 6     | 5     | 4        | 79    | 79    | 0        | 0           | .500  | 5444  | 1319.0   | 1254     | 129         | 292      | 32    | 38       | 986      | 66    | 1        | 564   | 505      | 3.45     | 1.17    |

- 各年度の太字はリーグ最高

### 年度別守備成績
| 年 度 | 球 団 | 投手（P） | 投手（P） | 投手（P） | 投手（P） | 投手（P） | 投手（P） |
| 年 度 | 球 団 | 試 合     | 刺 殺     | 補 殺     | 失 策     | 併 殺     | 守 備 率  |
| ----- | ----- | --------- | --------- | --------- | --------- | --------- | --------- |
| 1997  | 広島  | 23        | 11        | 40        | 0         | 5         | 1.000     |
| 1998  | 広島  | 18        | 4         | 7         | 0         | 2         | 1.000     |
| 1999  | 広島  | 21        | 10        | 18        | 1         | 4         | .966      |
| 2000  | 広島  | 29        | 7         | 26        | 0         | 1         | 1.000     |
| 2001  | 広島  | 27        | 16        | 34        | 0         | 2         | 1.000     |
| 2002  | 広島  | 23        | 15        | 29        | 1         | 3         | .978      |
| 2003  | 広島  | 28        | 19        | 43        | 0         | 7         | 1.000     |
| 2004  | 広島  | 21        | 11        | 28        | 0         | 0         | 1.000     |
| 2005  | 広島  | 29        | 17        | 39        | 2         | 3         | .966      |
| 2006  | 広島  | 26        | 9         | 35        | 0         | 4         | 1.000     |
| 2007  | 広島  | 26        | 8         | 34        | 2         | 1         | .955      |
| 2008  | LAD   | 31        | 18        | 38        | 2         | 2         | .966      |
| 2009  | LAD   | 21        | 8         | 12        | 1         | 0         | .952      |
| 2010  | LAD   | 31        | 8         | 25        | 3         | 0         | .917      |
| 2011  | LAD   | 32        | 15        | 36        | 0         | 5         | 1.000     |
| 2012  | NYY   | 33        | 11        | 31        | 0         | 3         | 1.000     |
| 2013  | NYY   | 32        | 12        | 25        | 0         | 3         | 1.000     |
| 2014  | NYY   | 32        | 18        | 16        | 1         | 0         | .971      |
| 2015  | 広島  | 26        | 4         | 29        | 2         | 3         | .943      |
| 2016  | 広島  | 24        | 7         | 28        | 0         | 2         | 1.000     |
| NPB   | NPB   | 321       | 138       | 390       | 8         | 37        | .985      |
| MLB   | MLB   | 212       | 90        | 183       | 7         | 13        | .975      |

- 各年度の太字はリーグ最高
- 各年度の太字年はゴールデングラブ賞受賞

### タイトル
NPB
- 最多勝利：1回（2005年[65]）
- 最優秀防御率：1回（2006年[75]）

### 表彰
NPB
- ベストナイン：1回（投手部門：2005年[66]）
- ゴールデングラブ賞：1回（投手部門：2005年[67]）
- コミッショナー特別表彰：1回（功労賞：2016年）
- 月間MVP：4回（2001年9月[41]、2005年5月[60]、2006年7月[73]、2006年8月[74]）
- 最優秀投手：1回（2005年）
- 最優秀JCB・MEP賞：1回（2003年）
- 優秀JCB・MEP賞：2回（2001年[254]、2006年）
- スピードアップ賞：1回（2006年）

その他
- 広島市民賞：2回（2006年[255]、2016年[256]）
- 広島県民栄誉賞（2016年[257]）
- ビートたけしのエンターテインメント賞：2回（特別賞：2015年、男気賞：2017年）
- ハッピーハンド（2016年）[258]
- 新聞広告賞 広告主部門・新聞広告大賞（2019年[250]）

### 記録
NPB投手記録
初記録
- 初登板・初先発・初勝利・初完投：1997年4月25日、対読売ジャイアンツ4回戦（東京ドーム）、9回1失点[19]
- 初奪三振：同上、1回裏に松井秀喜から
- 初完封勝利：1997年6月3日、対阪神タイガース9回戦（西京極野球場）[20]
- 初セーブ：2006年10月16日、対中日ドラゴンズ22回戦（広島市民球場）

節目の記録
- 1000投球回：2004年4月22日、対ヤクルトスワローズ6回戦（明治神宮野球場）、4回裏に二死目を打ち取った時点で達成 ※史上295人目[259]
- 1000奪三振：2006年4月6日、対阪神タイガース2回戦（倉敷マスカットスタジアム）、5回表に赤星憲広から ※史上117人目[260]
- 1500投球回：2006年8月18日、対横浜ベイスターズ14回戦（横浜スタジアム）、5回裏に二死目を打ち取った時点で達成 ※史上157人目[261]
- 100勝：2007年7月14日、対読売ジャイアンツ11回戦（東京ドーム）、9回2失点完投勝利 ※史上123人目[78]
- 2000投球回：2016年8月27日、対中日ドラゴンズ18回戦（ナゴヤドーム）、3回裏無死から近藤弘基を二ゴロに打ち取り、一死目を奪い達成 ※史上88人目

NPB打撃記録
初記録
- 初打点：1997年4月25日、対読売ジャイアンツ4回戦（東京ドーム）、4回表に西山一宇から押し出し四球
- 初安打：1997年5月27日、対読売ジャイアンツ8回戦（福岡ドーム）、5回表に槙原寛己から右前安打
- 初盗塁：2005年5月17日、対千葉ロッテマリーンズ1回戦（福山市民球場）、5回裏に二盗（投手：小野晋吾、捕手：橋本将）
- NPB通算：595打数 47安打（.079） 0本塁打  20打点[262]

NPBその他記録
- オールスターゲーム出場：5回（2001年、2005年、2006年、2007年、2015年）
- シーズン2桁勝利：8回
- 1イニング4被本塁打：1999年7月31日、対読売ジャイアンツ17回戦（広島市民球場）、1回表に高橋由伸、ドミンゴ・マルティネス、清水隆行、二岡智宏から ※プロ野球タイ記録、史上12人目[25]

MLB投手記録
初記録
- 初登板・初勝利：2008年4月4日、対サンディエゴ・パドレス戦（ペトコ・パーク）
- 初奪三振：同上、1回裏に井口資仁から
- 初完封：2008年6月6日、対シカゴ・カブス戦（ドジャー・スタジアム）[87]

日本人選手（投手）としての最高記録
- 3年連続200イニング（以上）[263]
- ナ・リーグ全球団勝利：2013年6月19日、対ロサンゼルス・ドジャース戦（ヤンキー・スタジアム） ※日本人初[264]
- MLB29球団勝利※野茂英雄と並び日本人投手の最高記録[264]

MLB打撃記録
初記録
- 初安打：2008年4月14日、対ピッツバーグ・パイレーツ戦（ドジャー・スタジアム）
- 初打点：2008年4月14日、対ピッツバーグ・パイレーツ戦（ドジャー・スタジアム）

MLBその他記録
- シーズン2桁勝利：5回

NPB・MLB通算節目の記録
- 150勝：2012年6月13日、対アトランタ・ブレーブス戦（ターナー・フィールド）、6回2失点
- 2000奪三振：2013年6月7日、対シアトル・マリナーズ戦（セーフコ・フィールド）、2回裏にラウル・イバニェスから空振り三振
- 200勝：2016年7月23日、対阪神タイガース17回戦（MAZDA Zoom-Zoom スタジアム広島）、7回無失点[189]
- 200勝（先発投手勝利のみにおける200勝目）：2016年8月20日、対ヤクルトスワローズ19回戦（MAZDA Zoom-Zoom スタジアム広島）、7回無失点※史上初（NPB/MLB）[2]
- 3000投球回：2015年9月14日、対ボルチモア・オリオールズ戦（オリオールパーク）、3回無死 ニック・ハンドリー（三ゴロ） ※史上2人目（日米）[265]

日本人選手（投手）としての最高記録
- NPB/MLB40球団勝利（MLB29球団/NPB11球団）：2015年5月29日、対オリックス・バファローズ（京セラドーム大阪）[3]

### 背番号
- 15（1997年 - 2007年、2015年 - 2016年）（広島東洋カープの永久欠番）
- 18（2008年 - 2014年）

### 登場曲
- B'z「RED」（2015年 - 2016年）※書き下ろし曲

## 関連情報

### 著書
- 『決めて断つ』ベストセラーズ、2012年5月。ISBN 978-4584133828。
  - 2015年3月に文庫化（ワニ文庫、2015年3月）ISBN 978-4584393666
- 『クオリティピッチング』ベストセラーズ、2013年5月。ISBN 978-4584134962。

### 関連書籍
- 迫勝則『黒田博樹 1球の重み』宝島社、2016年1月。ISBN 978-4800249432。
- 森拓磨『黒田博樹 人を導く言葉 - エースの背中を追い続けた15年 -』ワニブックス、2017年9月。ISBN 978-4847096068。

### DVD
- 『黒田博樹のカープ愛～野球人生最後の決断』（2015年3月、 TCエンタテインメント）

### カレンダー
- 『日めくり 黒田博樹 ～一言入魂～ DVD付き』（2016年4月27日、ワニブックス）

### 出演

#### テレビ番組

##### テレビドラマ
- ドリーム☆アゲイン（2007年、日本テレビ）本人 役

##### 教養・ドキュメンタリー番組
- 情熱大陸（2013年4月14日・2015年3月29日、毎日放送）
- アスリートの魂（2013年8月1日、NHK）
- 奇跡体験!アンビリバボー（2016年11月3日、フジテレビ）
- OFLIFE（2018年10月24日 - 2020年9月23日、毎日放送）

#### CM
- スカパー 「交流戦CM」（2015年5月）
- サッポロビール サッポロ生ビール黒ラベル「大人エレベーター」（2016年1月）
- キリンビール 淡麗極上〈生〉（2017年3月）
- ACジャパン「入念な準備。それが防災の一歩。」（2025年7月）

#### 看板
- 第26回参議院議員通常選挙「その選択が明日を決める。」（2022年6月22日-7月10日、広島県選挙管理委員会）同テレビCMも出演。